# Пузатий Сейм
Пузатий Сейм — річка в Росії, у Мантуровському районі Курської області. Права притока Сейму (басейн Дніпра).

## Опис
Довжина річки приблизно 24 км. На деяких ділянках пересихає.

## Розташування
Бере початок у селі Верхосейм'є. Спочатку тече на південний схід, потім на південний захід і на північно-західній стороні від села Виселки-Трубацькі впадає в річку Сейм, ліву притоку Десни.
Населені пункти вздовж берегової смуги: Перше Засейм'є, Мантурово, Борзенково, Мяснянка, Нечаєво, Трубацьке.